# Armentia (Álava)
Armentia es un concejo del municipio de Vitoria, en la provincia de Álava, País Vasco (España).

## Toponimia
En el año 1025 en la Reja de San Millán, consta como Armentei. En 1050, se cita Armenti. Armendehi en 1062 (Landázuri III: 64) y Armentegui en 1085 (Landázuri III: 78) aunque no faltan testimonios de Armentia. En un documento de 1135 y en 1294, aparece Armentia. En 2001, la Real Academia de la Lengua Vasca-Euskaltzaindia propuso Armentia.
| Noroeste: Zuazo de Vitoria        | Norte: Zabalgana | Nordeste: Mendizorrotza |
| Oeste: Gomecha                    |                  | Este: Arechavaleta      |
| Suroeste: Esquibel Berrosteguieta | Sur: Lasarte     | Sureste: Gardelegui     |

## Geografía física
Está situado al suroeste de la ciudad de Vitoria, dentro del barrio de Mendizorroza. Se encuentra a unos 3 km en línea recta del centro de la ciudad. Se puede acceder por la N-102, tomando un desvío a la izquierda, o también paseando desde la ciudad por el parque de la Florida, siguiendo el paseo de la Senda, Fray Francisco, Cervantes y San Prudencio.

## Naturaleza
El pueblo es uno de los accesos principales al Bosque de Armentia, un extenso bosque de quejigo que forma parte del Anillo Verde de Vitoria. Históricamente ha estado sometido a graves agresiones pero posee un gran valor ambiental. Se alternan zonas de gran espesura en las que crecen quejigos, arces, majuelos, endrinos, zarzamoras, matas y una larga lista de arbustos con otras zonas más degradadas con brezos, escobizos y enebros. No es difícil encontrar pájaros como jilgueros, pinzones, petirrojos o carboneros.

## Historia
Armentia tiene una rica historia que se remonta a la época romana y la Edad Media, donde desempeñó un papel clave tanto como cruce de caminos como en el ámbito religioso. Estos son los principales eventos históricos que complementan su relevancia:

### Época Romana
Armentia fue un importante cruce de caminos en la época romana. Por la zona pasaba una calzada romana conocida como la Ab Asturica Burdigalam, que conectaba la ciudad de Astorga (Asturica Augusta) con Burdeos (Burdigala). Esta calzada era una vía clave para el comercio y las comunicaciones a lo largo del norte de Hispania. Además, hay evidencia arqueológica de la presencia romana en la región, lo que confirma la importancia de Armentia como un punto estratégico en 

### Edad Media: Sede Episcopal y Camino de Santiago
En la Edad Media, Armentia siguió siendo un cruce de caminos importante, ya que también formaba parte del Camino de Santiago, una de las rutas de peregrinación más importantes de Europa. La Basílica de San Prudencio de Armentia fue, de hecho, la primera catedral del País Vasco. El templo de Armentia fue una sede episcopal en el siglo XI. Sin embargo, cuando las tierras del sur de la península ibérica pasaron del control musulmán al cristiano, la sede episcopal se trasladó a Calahorra en 1087, tras la reconquista de territorios del sur de la península a los musulmanes. A pesar de perder su estatus como sede episcopal, la basílica siguió siendo un importante centro religioso y cultural.

### San Prudencio y su influencia
La tradición afirma que en Armentia nació San Prudencio, el patrón de Álava, conocido como el "Ángel de la Paz". Su figura tuvo un gran impacto en la devoción religiosa local, y su legado perdura hasta hoy. Armentia, con su basílica, sigue siendo un lugar de peregrinación y de veneración para los alaveses, sobre todo durante la festividad de San Prudencio el 28 de abril.

## Demografía
| Gráfica de evolución demográfica de Armentia entre 2000 y 2017 |
|                                                                |
| Población de derecho según los censos de población del INE.    |

## Equipamientos
Casas baratas. En este conjunto de viviendas se repitió el modelo de las casas baratas de anteguerra para resolver el problema del alojamiento obrero. Se escogió un solar en la periferia de Vitoria-Gasteiz para construir un poblado pensado para las clases modestas.

## Cultura

### Patrimonio material
- Basílica de San Prudencio de Armentia

- Casa del Santo: palacio construido, sobre proyecto de Justo Antonio de Olaguíbel, en 1806, como remodelación de una casa existente en el solar donde, según la tradición, nació San Prudencio.[11]
- Juego de bolos. Instalación deportiva erigida para la práctica del juego de bolos junto a las antiguas escuelas, hoy, reacondicionadas para albergar una actividad hostelera.[12]
- Fuente de agua potable situada al lado de la plaza de Zikirimendi.[13]
- Fuente localizada junto al arroyo que delimita la campa de la basílica de San Prudencio.[14]
- Fuente dentro de la finca de la conocida como Casa del Santo o palacio del obispo Díaz de Espada.[15]
- Fuente de hierro fundido embutida entre dos bancos corridos de piedra.[16]
- Fuente Vieja "Fuente del Río Iturgutxi".[17]

### Patrimonio inmaterial
En la actualidad, la fiesta patronal se celebra el 28 de abril (San Prudencio) día en que miles de alaveses se acercan hasta las campas que rodean a la Basílica para homenajear a su patrón. Se celebra una tradicional romería en la campa de Armentia. Ese día es tradición degustar perretxikos y caracoles.